# Ramlibacter tataouinensis
Ramlibacter tataouinensis es una bacteria gramnegativa del género Ramlibacter. Fue descrita en el año 2003, es la especie tipo. Su etimología hace referencia al pueblo de Tataouine, en Túnez. Es aerobia y móvil por deslizamiento en la forma de bacilo. Tiene un tamaño de 0,2 μm de ancho por 3 μm de largo. Es pleomórfica, pudiendo mostrarse con forma cocoide (quistes) o de bacilo. En la forma de quistes es resistente a la desecación. Forma colonias entre amarillas y anaranjadas en agar TSA tras 15 días de incubación. Catalasa y oxidasa positivas. Temperatura óptima de crecimiento de 30 °C. Se ha aislado de suelo desértico en Túnez. 